# Principia Discordia
Principia Discordia je základní posvátný text diskordianismu. Autory jsou dva Američané, Gregory Hill (pod pseudonymem Malaclypsos Mladší) a Kerry Wendell Thornley (Pán Omar Chajjám Ravenhurst). První vydání, „Principia Discordia or How The West Was Lost“ (volně „Principia Discordia aneb Jak byl odbyt Západ“) stvořili roku 1965 v New Orleans v pouhých pěti kopiích.
Kniha se skládá z krátkých textů absurdní, humorné a satirické povahy, citátů skutečných i smyšlených osob a z obrazových koláží. Od devadesátých let dvacátého století se šíří zejména na internetu, anglicky např. na PrincipiaDiscordia.com. Český překlad se nalézá na Principia Discordia česky.